# Villers-la-Ville
Villers-la-Ville (em valão: L'Abeye) é um município da Bélgica localizado no distrito de Nivelles, província de Brabante Valão, região da Valônia.

## Património
- Abadia de Villers em ruínas - é um soberbo exemplo de arquitectura cisterciense, com as suas típicas abóbodas, arcos e rosetas. Atraiu a atenção de artistas como Victor Hugo, que a incluiu no seu romance Os Miseráveis. Foi abandonada em 1796 e comprada pelo Governo belga um século depois para garantir a sua conservação e realizar obras de restauro. Desde 1999 é o cenário de Nuit Des Choeurs (Noites de Coros), um festival anual em que participam coros de todo o mundo, desde clássicos a gospel, passando por jazz ou pop[2].